# Bisenzio
Bisenzio – stolica historycznej diecezji w Cesarstwie Rzymskim, (współcześnie we Włoszech). Od 2018 katolickie biskupstwo tytularne. 

## Biskupi tytularni
| Lp. | Biskup            | Funkcja                                  | Od            | Do |
| --- | ----------------- | ---------------------------------------- | ------------- | -- |
| 1   | Luis Dario Martín | biskup pomocniczy Santa Rosa (Argentyna) | 20 marca 2019 |    |